# Бёрвен, Торгейр
Торгейр Бёрвен (норв. Torgeir Børven; 3 декабря 1991, Эйстесё, Норвегия) — норвежский футболист, нападающий клуба «Волеренга».

## Клубная карьера
Бёрвен начал карьеру в клубе «Одд». 28 сентября 2009 года в матче против «Бранна» он дебютировал в Типпелиге. В этом же поединке Торгейр забил свой первый гол за «Одд». Летом 2012 года он перешёл в «Волеренгу». Сумма трансфера составила 550 тыс. евро. 26 августа в матче против «Мольде» он дебютировал за новую команду. 31 августа в поединке против «Саннес Ульф» Бёрвен забил свой первый гол за «Волеренгу».
В начале 2014 года Торгейр перешёл в нидерландский «Твенте». 2 февраля в матче против «Камбюра» он дебютировал в Эредивизи, заменив во втором тайме Люка Кастайньоса. 5 февраля в поединке против «Херенвена» Бёрвен забил свой первый гол за «Твенте».
Летом 2016 года на правах аренды Торгейр перешёл в «Бранн». 27 августа в матче против «Хёугесунна» он дебютировал за новую команду. В начале 2017 года Бёрвен подписал с клубом полноценный контракт. 17 апреля в матче против «Хёугесунна» он сделал «дубль», забив свои первые голы за «Бранн».

## Международная карьера
17 ноября 2010 года в матче против молодёжной сборной Ирландии Бёрвен дебютировал за молодёжную сборную Норвегии. 6 октября 2011 года в поединке против молодёжной сборной Азербайджана он забил свой первый гол за молодёжный состав.